# الإحصاء الدقيق
العد الصعب هو طريقة تستخدم في إحصاء العملات المعدنية في نوادي القمار أو المصارف. وعادة ما تكون غرفة العد الصعب من بين أكثر الأماكن تأمينًا، وذلك بسبب المبالغ النقدية الضخمة التي تكون موجودة في المكان في وقت واحد.
بوجه عام، من المعروف أن العملات المعدنية لا تعد بالقطعة. ولكنها تقسم حسب فئتها النقدية وتوضع في صناديق ثم توزن على موازين كبيرة. وتكون هذه الموازين مبرمجة بشكل مسبق على استنتاج قيمة محتويات الصندوق تلقائيًا بناءً على وزنه. ويستثنى من ذلك نوادي القمار حيث يتم عد لعملات الرمزية من الفئات الكبيرة في نوادي القمار (25 دولارًا أمريكي فأكثر) بشكل يدوي.
ونجد على العكس من العد الصعب ما يسمى بـ العد الميسر الذي يشير إلى عد العملات الورقية.

## كرة القدم
في كرة القدم الأمريكية، يطلق مصطلح «العد الصعب» على الإستراتيجية التي يستخدمها المهاجمون غالبًا ليكملوا التحرك في الربع الأخير حين يكون بينهم وبين التسجيل أقل من خمس ياردات. وفي هذه الحالة، يأخذ المهاجم وقتًا مفتوحًا من وقت اللعب ويستفيد اللاعب الرئيسي من الإيقاع غير المنتظم والمشدد (ومنها اشتقت كلمة «الدقيق») للعد السريع أملاً في وقوع الدفاع في خطأ التسلل وهو ما يعطي الهجوم فرصة الخمس ياردات المطلوبة للتسجيل من أول محاولة. ومع ذلك، إذا لم يتسلل الدفاع، فللمهاجم الحق في أن يطلب وقتًا مستقطعًا أو يأخذ ضربة جزاء من على بعد خمس ياردات بسبب تأخير اللعب ويركل الكرة بعيدًا.
ويستخدم بعض المهاجمين «العد الصعب» طوال المباراة من أجل إرباك الدفاع. ولكن يجب أن يكون خط الهجوم منظمًا ومتوافقًا مع اللاعب الرئيسي لتجنب الانطلاق الخاطئ.